# Alchisme apicalis
Alchisme apicalis är en insektsart som beskrevs av Walker. Alchisme apicalis ingår i släktet Alchisme och familjen hornstritar. Inga underarter finns listade i Catalogue of Life.